# Gimnasia y Esgrima de Mendoza
Club Atlético Gimnasia y Esgrima, auch bekannt als Gimnasia y Esgrima de Mendoza, ist ein argentinischer Sportverein aus Mendoza, der hauptsächlich für seine Fußballabteilung bekannt ist. Der Verein wird auch als Lobo mendocino oder Blanquinegro bezeichnet.

## Geschichte
Der Verein wurde 1890 als Fechtklub „Club de Esgrima“ gegründet und nahm ab 1893 eine weitere Sportart – Basketball – zur Ausübung auf. Daher wurde der Verein in „Club de Pelota“ (Ballklub) umbenannt. 1894 erwarben die Vereinsführer ein Grundstück in Mendoza. Im Jahr 1902 wurden mehrere Abteilungen gegründet, darunter die Fußballsektion. Zu diesem Zweck beantragte der Verein beim Gobierno de Mendoza ein Grundstück im Parque General San Martín, das fünf Hektar umfasste. Im selben Jahr änderte der Verein seinen Namen in „Club Social de Gimnasia y Esgrima“ und schuf zwei Divisionen: Eine davon übernahm Sportarten wie Gymnastik, Kampfkünste und Fechten, während sich die andere ausschließlich auf Fußball konzentrierte.
Im Jahr 1910 trat der Verein zum ersten Mal außerhalb der Provinz auf und spielte ein Spiel gegen den Club Atlético Sanjuanino in der Provinz San Juan. Gimnasia y Esgrima gewann das Spiel mit 2:0. Im Juli 1913 gab es den ersten Clásico mendocino gegen Independiente Rivadavia.
Im Jahr 1917 absolvierten die Fußballer von Gimnasia y Esgrima weitere Freundschaftsspiele in der Provinz Córdoba, bevor sie 1921 nach Buenos Aires reisten, wo sie gegen Huracán und die Boca Juniors spielten. 1922 war Gimnasia das erste Team, das das regionale Ligaturnier von Mendoza gewann. Ein Jahr später krönte sich Gimnasia y Esgrima erneut zum Meister und wurde somit der erste Verein in Mendoza, der zwei aufeinanderfolgende Meisterschaften gewann. Die Mannschaft gewann ein Entscheidungsspiel gegen Independiente Rivadavia, nachdem beide Teams am Ende der Saison den ersten Platz belegt hatten. Die Mannschaft gewann die Liga erneut 1931 und 1933. Ein Jahr später eröffnete der Verein das erste Stadion in der Provinz Mendoza und gewann in den Jahren 1937 und 1939 weitere regionale Titel.
Zehn Jahre später, im Jahr 1949, wurde der Verein ohne seine prominenten Spieler erneut Meister der heimischen Liga und erreichte insgesamt sieben Titel. Der Titelkampf war eng mit Atlético Argentino, das als einziges Team Gimnasia y Esgrima de Mendoza eine Niederlage zufügte. 1952 revanchierte sich Gimnasia y Esgrima gegen den CD Godoy Cruz, das ihn in den Endspielen der Jahre 1950 und 1951 besiegt hatte. 1964 gewann Gimnasia y Esgrima eine weitere Meisterschaft und zeigte unter dem jungen Star Víctor Legrotaglie einen exquisiten Spielstil. 1969 sicherte sich der Verein seinen zehnten Titel und qualifizierte sich für den regionalen Wettbewerb. In den 1970er Jahren gewann Gimnasia weitere Titel und dominierte in den frühen 1980er Jahren mit vier aufeinanderfolgenden Meisterschaften. Die 2000er begannen mit einem weiteren Regionaltitel im Jahr 2001, der den Verein in die vierte Liga und dann auch in die dritte Liga führte, jedoch endeten sie mit dem Abstieg in die vierte Liga im Jahr 2009. Das Team wurde zur Fahrstuhlmannschaft zwischen Dritt- und Viertklassigkeit mit mehreren Auf- und Abstiegen. 2014 gelang Gimnasia y Esgrima der direkte Durchmarsch in die Primera Nacional B, die zweithöchste Liga Argentiniens. Nach dem direkten Wiederabstieg stieg der Lobo mendocino drei Jahre später wieder auf und etablierte sich seither als Zweitligateam.

## Stadion
Seine Heimspiele trägt Gimnasia y Esgrima de Mendoza im 11.500 Zuschauer fassenden Estadio Víctor Legrotaglie aus. Das Stadion wurde 1934 eröffnet und zuletzt 2011 renoviert. Es liegt im General-San-Martín-Park und wurde nach der Vereinslegende Víctor Legrotaglie benannt.

## Rivalitäten
Größter Rivale ist Independiente Rivadavia, das ebenfalls aus Mendoza kommt. Die Aufeinandertreffen der beiden Teams ist als Clásico mendocino bekannt.

## Erfolge
- Meister des Torneo Federal A: 2014
- Meister des Torneo Argentino B: 2005/06, 2013/14

## Weitere Sportarten
Gimnasia y Esgrima de Mendoza bietet neben Fußball auch Basketball, Futsal, Handball, Feldhockey, Padel und Rollkunstlauf an.